# Fjällkyrka
Fjällkyrka kallas en öppen kyrkobyggnad i fjällen. Många av dem står öppna hela dygnet, året runt. Andakter och samtal förekommer i vissa av dem.